# Brooke Donoghue
Brooke Donoghue, née le 6 janvier 1995 est une rameuse néo-zélandaise.

## Palmarès

### Championnats du monde
- 2019 à Ottensheim, (Autriche)
  -  Médaille d'or en deux de couple avec Olivia Loe
- 2018 à Plovdiv, (Bulgarie)
  -  Médaille d'argent en deux de couple avec Olivia Loe
- 2017 à Sarasota, (Floride)
  -  Médaille d'or en deux de couple avec Olivia Loe[2],[3]